# 卡巴斯基安全軟體
Kaspersky Internet Security（Kaspersky Internet Security，简称KIS），是一款由来自于俄罗斯的卡巴斯基实验室研发的兼有杀毒软件和防火牆功能的安全软件。

## 名称
2010年之前中国大陸称“卡巴斯基全功能安全软件”，之后称“卡巴斯基安全部队”，2013年卡巴斯基2014系列发布时，更名为“卡巴斯基安全软件”。台湾称“卡巴斯基網路安全軟體”，香港则采用其英文原称。
在中國大陸的代理發行商為数字星空。

## 历史
卡巴斯基全功能安全软件最早的历史要追溯至卡巴斯基6.0版本中第一次出现，之前卡巴斯基的个人安全软件分为反病毒与反黑客两种各自独立的软件，一直到2006年卡巴斯基6.0版本中兼有防毒与反黑客（防火墙）的套装全功能安全软件问世，之后一直是卡巴斯基的主打品牌。
- 2006年5月15日，卡巴斯基全功能安全软件 6.0作为一款卡巴斯基反病毒新产品首次推出，首次加入安裝導覽、免疫防護（Proactive Defense）、iChecker技術、iSwift技術、自我防護、更換面板等功能，語言檔案由5.0的封裝形式改變為開放式的*.loc檔案，因其由記事本即可開啟與編輯，有助於其他國家使用者自行編輯本國語言的版本。
- 2007年8月2日，卡巴斯基全功能安全软件 7.0推出，首次加入啟發式掃描引擎（Heuristic engine）、家長防護（Parental Control）、隱私防護（Privacy Control）等功能，其他原有功能則予以強化或改善。
- 2008年9月22日，卡巴斯基全功能安全软件 2009推出，首次加入HIPS（Host Intrusion Prevent System）功能；使用Carbon Black對受信任和惡意程式進行分類。自此取消以往使用版本號碼的慣例，改用公元年份代表產品版本，符合多數軟體廠商採用的命名方式，此举可以使消费者更易于辨认版本的新旧。
- 2009年4月15日，卡巴斯基反病毒软件 2010及卡巴斯基全功能安全软件 2010開始於官方論壇進行半公開測試，预计加入包含雲端運算（Cloud Computing）与沙盒技术（SandBox Technology）等前所未有的功能。
- 2009年7月21日，卡巴斯基全功能安全软件2010发布。
- 2010年7月13日，卡巴斯基2011系列（11.0）产品问世。
- 2011年6月6日，卡巴斯基2012系列（12.0）产品问世。
- 2012年8月16日，卡巴斯基2013系列（13.0）产品问世。
- 2013年8月26日，卡巴斯基2014系列（14.0）产品问世。
- 2014年8月28日，卡巴斯基2015系列（15.0）产品问世。

## 产品

### 家庭用戶
1. Kaspersky Internet Security 2020
2. Kaspersky Internet Security 2019
3. Kaspersky Internet Security 2018
4. Kaspersky Internet Security 2017[1]。
5. Kaspersky Internet Security 2016
6. Kaspersky Internet Security 2015
7. Kaspersky Internet Security 2014
8. Kaspersky Internet Security 2013
9. Kaspersky Internet Security 2012
10. Kaspersky Internet Security 2011
11. Kaspersky Internet Security 2010
12. Kaspersky Internet Security Special Edition for Ultra-Portables
13. Kaspersky Internet Security 2009 （官方支持已于2010年12月23日完全停止所有技術支援）
14. Kaspersky Internet Security 7.0（官方支持已于2010年1月10日完全停止所有技術支援）
15. Kaspersky Internet Security 6.0（官方已於2008年9月1日完全停止所有技術支援）

## 外部連結
- Kaspersky Virus Analysts' Blog （页面存档备份，存于）
- av-comparatives杀毒软件排行榜（页面存档备份，存于）

### 官方網站
- 正體中文（臺灣） （页面存档备份，存于）
- 繁體中文（香港） （页面存档备份，存于）
- 簡體中文（中國）（页面存档备份，存于）
- 英文（全球）（页面存档备份，存于）
- 俄文（俄羅斯） （页面存档备份，存于）
- 官方討論區 （页面存档备份，存于）
- 官方技術支援 （页面存档备份，存于）
- 官方病毒監視V1.0 （页面存档备份，存于）
- 官方病毒監視V3.1 （页面存档备份，存于）